# CNaPS Sport
CNaPS Sport is een Malagassische voetbalclub uit Toamasina. In 2010 won de club het landskampioenschap en de Malagassische supercup. In 2011 kwam daar de Malagassische voetbalbeker bij. Tegenwoordig komt de club uit in de hoogste voetbaldivisie van Madagaskar.

## Erelijst
| Nationaal                  |    |      |
| Landskampioen              | 1x | 2010 |
| Malagassische voetbalbeker | 1x | 2011 |
| Malagassische supercup     | 1x | 2010 |